# Gujar Khan
Gujar Khan (ourdou : گوجر خان) est une ville du Pakistan, dans la province du Pendjab, entre Islamabad et Lahore sur la route nationale (Grand Trunk Road). Elle est située sur le district de Rawalpindi.
Gujar Khan est une ville fondée avant 1947. Les commerces y sont abondants on y trouve de tout. Cette ville est très bien desservie aussi bien par les bus que les taxis.
Gujar Khan possède un hôpital, un poste de police et un service de pompiers. On trouve une route principale qui part jusqu'à Chakwal en passant par des paysages verdoyants.
Sur les contours de la Grand Trunk Road, il y a un souk-bazar important sur lequel de nombreuses personnes vendent des fruits, des pots (en terre cuite), de la vaisselle et tout autre objet imaginable.

## Démographie
La population de la ville a été multipliée par plus de trois entre 1972 et 2017, passant de 24 121 habitants à 90 131. Entre 1998 et 2017, la croissance annuelle moyenne s'affiche à 2,4 %, autant que la moyenne nationale. En 2023, la population de la ville monte à 103 284 habitants.
|            | 1972 (rec.) | 1981 (rec.) | 1998 (rec.) | 2017 (rec.) | 2023 (rec.) |
| ---------- | ----------- | ----------- | ----------- | ----------- | ----------- |
| Population | 24 121      | 33 920      | 57 099      | 90 131      | 103 284     |

## Transport
Gujar Khan possède environ une centaine de rickshaws (demi-moto avec 6 places assises).
Les coachs vont souvent soit à Islamabad-Rawalpindi ou Peshawar (près de la frontière de l'Afghanistan) ou alors dans le sens opposé vers Lahore via Jehlum.
Gujar Khan possède aussi une gare de laquelle partent des trains vers Lahore-Karachi et d'autres vers Islamabad Peshawar. Les trains sont confortables avec des wagons climatisés et un service de vente ambulante sous forme de plateau avec un plat chaud et une boisson et si vous le souhaiter d'autres aliments locaux (vendus approximativement 100 roupies (1,20 €)).
À bord, les voyageurs ont des télés à leur disposition avec des écouteurs distribués ou alors à demander au personnel de bord.

## Religion
Une partie de la ville est chiite et l'autre sunnite.
Pendant les heures de prières, vous pouvez entendre les "hazan". Aux heures de prière, souvent les rues sont vides.